# Трета Митридатова война
Третата Митридатова война (74 – 63 пр.н.е.) е последната и най-дълга от Митридатовите войни между Митридат VI от Понт и Римската република.
Никомед IV Филопатор, цар на Витиния завещава 74 пр.н.е. своето царство на римляните. Тогава Митридат VI нахлува във Витиния, което дава повод да започне третата и последна Митридатова война с Рим.
Луций Лициний Лукул се бие успешно от 74 до 69 пр.н.е. През 71 пр.н.е. той разбива Митридат VI, който бяга при зет си Тигран II в Армения. Лукул завладява царство Понт и преследва известно време Митридат VI на Изток. Постепенно Митридат VI отново завладява почти цял Понт, нанасяйки големи загуби на римляните. Тогава Лукул е сменен от Сената. Гней Помпей става командир на легионите и побеждава Митридат VI и Тигран II през 63 пр.н.е. Митридат се самоубива 63 пр.н.е.
Помпей организира римското владетелство в Изтока: Понт, Киликия и Сирия стават нови римски провинции. Армения, Юдея, Колхида, Кападокия и царството на Галатите стават зависими от Рим клиентелски-царства.
Разширяването на господстващата територия води до конфликти с Партското царство.